# Bandeira do Amapá
A Bandeira do Estado do Amapá é um dos símbolos oficiais do  estado brasileiro do Amapá.

## História
De acordo com (ALVES, 2011), em 26 de setembro de 1983, o Diário Oficial do Estado do Amapá publicou o edital do concurso para escolher os símbolos oficias do Amapá e em 23 de abril de 1984 o governador do então território do Amapá sanciona o decreto nº 8 instituído a bandeira.

## Simbolismo
O verde representa as matas; o amarelo, as riquezas minerais; o azul, o céu; e o branco, a paz. O preto simboliza o respeito aos homens que morreram lutando pelo estado. A figura geométrica centralizada no lado esquerdo, representa a Fortaleza de São José de Macapá.
Até a criação do território do Amapá, a região foi disputada por franceses e brasileiros, tendo havido, no período, sido criados o Estado Independente do Cunani, a República Independente de Caunany, e a República de Brezet, que apesar de terem criado uma mínima estrutura, a fim de serem reconhecidos internacionalmente, nunca passaram de situações efêmeras, cujos governos do Brasil e da França trataram de extinguir.
O Território Federal do Amapá instituiu sua própria bandeira, que foi utilizada após a criação do estado em 5 de outubro de 1988, e instituída pelo do decreto nº 8, de 23 de Abril de 1984. Entretanto, devido à divergências à época, popularmente era utilizada uma versão tripartida da bandeira do estado do Pará, mostrando o forte São José. Tal versão só deixou de ser utilizada durante o governo de Aníbal Barcelos.

Bandeira do Estado Independente do Cunani. (1886-1887)
Bandeira da República Independente de Caunani. (1887-1904)
Bandeira do Estado Livre de Cunani. (1904-1911)
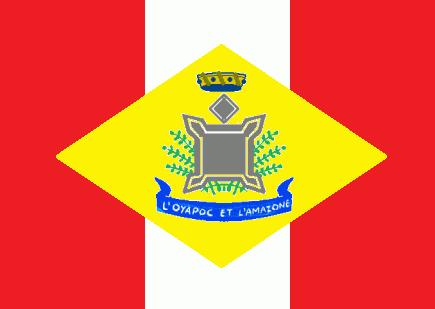
Projeto de bandeira do Território federal do Amapá (1984), não utilizado. Criação: Diniz Botelho
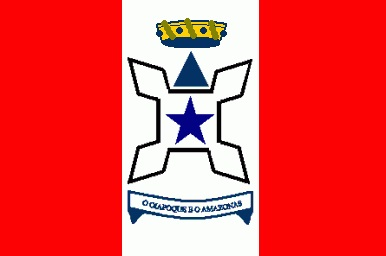
Bandeira do Território Federal do Amapá (1984-1991). Criação: Diniz Botelho